# یواس‌اس کلاریندا (اس‌پی-۱۸۵)
یواس‌اس کلاریندا (اس‌پی-۱۸۵) (به انگلیسی: USS Clarinda (SP-185)) یک کشتی بود که طول آن ۹۸ فوت (۳۰ متر) بود. این کشتی در سال ۱۹۱۳ ساخته شد.